# 19-es busz (Debrecen)
A debreceni 19-es jelzésű autóbusz a Jégcsarnok és a Sámsoni út között közlekedik. A viszonylatot a Debreceni Közlekedési Zrt. üzemelteti.

## Története
A járat 1980-ban indult el még 5Y jelzéssel az Attila tér és a Vincellér utca között az Attila tér - Szent Anna utca - Klaipeda utca - Kossuth utca - Piac utca - Miklós utca - Szoboszlai út - István út - Vincellér utca útvonalon. 1985-ben a járatot a Derék utcai fordulóig hooszabbították meg. Egy évvel később érte el a Derék utca 16 (ma Jégcsarnok) fordulót. 1991-ben kapta meg a 19-es jelzést, és ezzel egyidőben az útvonala is megváltozott. Ekkortól a Derék utca - Vincellér utca - Szoboszlai út - Miklós utca - Piac utca - Nagyállomás - Erzsébet utca - Szoboszlai út - Vincellér utca - Derék utca útvonalon közlekedett. 1993-tól már ismét az Attila térig közlekedett. 1999-ben összevonták a 6-os busszal, ekkor kapta meg mai útvonalát, viszont ekkor még nem tért be a Júlia-telepre. 2010 és 2011 között rengetegszer változott az útvonala a Júlia-telepi és a Sámsoni úti részén. Végül az az útvonal maradt végleges, mely szerint a busz a Jégcsarnok felé haladva betér a Júlia-telepre. A Rakovszky Dániel utca - Ótemető utca kereszteződésben a buszok jelentős késést szedtek fel, és a menetidő is jelentésén megnőtt. A menetidő csökkentése érdekében 2019. február 3-tól a járatok a Dobozi lakótelepen keresztül közlekednek.

## Útvonala
| Év               | Végállomások                                 | Útvonal oda | Útvonal vissza |
| ---------------- | -------------------------------------------- | --- | --- |
| 1980-1985        | Attila tér – Vincellér utca                  | Baross utca – Kossuth utca – Piac utca – Miklós utca – Szoboszlói út – István út | István út – Szoboszlói út – Miklós utca – Piac utca – Kossuth utca – Klaipeda utca – Szent Anna utca |
| 1985-1986        | Attila tér – Micsurin utca                   | Baross utca – Kossuth utca – Piac utca – Miklós utca – Szoboszlói út – István út – Vincellér utca | Vincellér utca – István út – Szoboszlói út – Miklós utca – Piac utca – Kossuth utca – Klaipeda utca – Szent Anna utca |
| 1986-1991        | Attila tér – Micsurin utca 16.               | Baross utca – Kossuth utca – Piac utca – Miklós utca – Szoboszlói út – István út – Vincellér utca – Derék utca | Derék utca – Vincellér utca – István út – Szoboszlói út – Miklós utca – Piac utca – Kossuth utca – Klaipeda utca – Szent Anna utca |
| 1991-1993        | Derék utca – MÁV állomás – Derék utca        | Vincellér utca – István út – Szoboszlói út – Miklós utca – Piac utca | Erzsébet utca – Szoboszlói út – István út – Vincellér utca |
| 1993-1999        | Attila tér – Derék utca                      | Baross utca – Kossuth utca – Piac utca – Miklós utca – Szoboszlói út – István út – Vincellér utca | Vincellér utca – István út – Szoboszlói út – Miklós utca – Piac utca – Kossuth utca – Klaipeda utca – Szent Anna utca |
| 1999-2010        | Derék utca – Sámsoni út                      | Vincellér utca – István út – Szoboszlói út – Külsővásártér – Széchenyi utca – Kossuth utca – Faraktár utca – Rakovszky Dániel utca – Ótemető utca – Huszár Gál utca – Kincseshegy utca – Mátyás Király utca                                                            | Mátyás Király utca – Kincseshegy utca – Huszár Gál utca – Ótemető utca – Rakovszky Dániel utca – Faraktár utca – Kossuth utca – Piac utca – Miklós utca – Szoboszlói út – István út – Vincellér utca                                                                                               |
| 2010-2011        | Jégcsarnok – (19Y: Júlia telep) – Sámsoni út | Vincellér utca – István út – Szoboszlói út – Külsővásártér – Széchenyi utca – Kossuth utca – Faraktár utca – Rakovszky Dániel utca – Ótemető utca – Huszár Gál utca – Kincseshegy utca – Mátyás Király utca – (19Y: Sámsoni út – Lovas utca – Kard utca – Júlia telep) | (19Y: Júlia telep – Kard utca – Diadal utca – Sámsoni út) – Mátyás Király utca – Kincseshegy utca – Huszár Gál utca – Ótemető utca – Rakovszky Dániel utca – Faraktár utca – Kossuth utca – Piac utca – Miklós utca – Szoboszlói út – István út – Vincellér utca                                   |
| 2011. 05. 16-31. | Jégcsarnok – Júlia telep                     | Vincellér utca – István út – Szoboszlói út – Külsővásártér – Széchenyi utca – Kossuth utca – Faraktár utca – Rakovszky Dániel utca – Ótemető utca – Huszár Gál utca – Kincseshegy utca – Mátyás Király utca – Sámsoni út – Lovas utca – Kard utca – Júlia telep        | Júlia telep – Kard utca – Diadal utca – Sámsoni út – Mátyás Király utca – Kincseshegy utca – Huszár Gál utca – Ótemető utca – Rakovszky Dániel utca – Faraktár utca – Kossuth utca – Piac utca – Miklós utca – Szoboszlói út – István út – Vincellér utca                                          |
| 2011. 06-08.     | Jégcsarnok – (19Y: Júlia telep) – Sámsoni út | Vincellér utca – István út – Szoboszlói út – Külsővásártér – Széchenyi utca – Kossuth utca – Faraktár utca – Rakovszky Dániel utca – Ótemető utca – Huszár Gál utca – Kincseshegy utca – Mátyás Király utca – (19Y: Sámsoni út – Lovas utca – Kard utca – Júlia telep) | (19Y: Júlia telep – Kard utca – Diadal utca – Sámsoni út) – Mátyás Király utca – Kincseshegy utca – Huszár Gál utca – Ótemető utca – Rakovszky Dániel utca – Faraktár utca – Kossuth utca – Piac utca – Miklós utca – Szoboszlói út – István út – Vincellér utca                                   |
| 2011. 08-11.     | Jégcsarnok – (19Y: Júlia telep) – Sámsoni út | Vincellér utca – István út – Szoboszlói út – Külsővásártér – Széchenyi utca – Kossuth utca – Faraktár utca – Rakovszky Dániel utca – Ótemető utca – Huszár Gál utca – Kincseshegy utca – Mátyás Király utca – (19Y: Sámsoni út – Lovas utca – Kard utca – Júlia telep) | Lovas utca – (19Y: Júlia telep) – Kard utca – Diadal utca – Sámsoni út – Mátyás Király utca – Kincseshegy utca – Huszár Gál utca – Ótemető utca – Rakovszky Dániel utca – Faraktár utca – Kossuth utca – Piac utca – Miklós utca – Szoboszlói út – István út – Vincellér utca                      |
| 2011-2019        | Jégcsarnok – Sámsoni út                      | Vincellér utca – István út – Szoboszlói út – Külsővásártér – Széchenyi utca – Kossuth utca – Faraktár utca – Rakovszky Dániel utca – Ótemető utca – Huszár Gál utca – Kincseshegy utca – Mátyás Király utca                                                            | Lovas utca – Júlia telep – Kard utca – Diadal utca – Sámsoni út – Mátyás Király utca – Kincseshegy utca – Huszár Gál utca – Ótemető utca – Rakovszky Dániel utca – Faraktár utca – Kossuth utca – Piac utca – Miklós utca – Szoboszlói út – István út – Vincellér utca                             |
| 2019-től         | Jégcsarnok – Sámsoni út                      | Vincellér utca – István út – Szoboszlói út – Külsővásártér – Széchenyi utca – Kossuth utca – Faraktár utca – Munkácsy Mihály utca – Víztorony utca – Ótemető utca – Huszár Gál utca – Kincseshegy utca – Mátyás Király utca                                            | Lovas utca – Júlia telep – Kard utca – Diadal utca – Sámsoni út – Mátyás Király utca – Kincseshegy utca – Huszár Gál utca – Ótemető utca – Víztorony utca – Munkácsy Mihály utca – Arad utca – Faraktár utca – Kossuth utca – Piac utca – Miklós utca – Szoboszlói út – István út – Vincellér utca |

## Megállóhelyei
| 0  | Jégcsarnok végállomás                  | 40 | 30, 30A |
| 1  | Holló László sétány                    | 39 | 12, 22, 22Y, 24, 24Y, 25, 25Y, 30, 30A, 125, 125Y                                                                                           |
| 2  | Sárvári Pál utca                       | 38 | 12, 22, 22Y, 24, 24Y, 25, 25Y, 30, 30A, 125, 125Y                                                                                           |
| 3  | Vincellér utca                         | 37 | 12, 22, 22Y, 24, 24Y, 25, 25Y, 30, 30A, 41, 41Y, 45, 125                                                                                    |
| 4  | Tócóskert tér                          | 36 | 22, 22Y, 24, 24Y, 30, 30A, 41, 41Y, 45 |
| 7  | Legányi utca (↓) Ohat utca (↑)         | 34 | 39 |
| 8  | Szoboszlói út                          | 33 | 39 |
| 9  | Szoboszlói úti Általános Iskola        | 32 | 39 |
| 12 | Helyközi autóbusz-állomás              | ∫  | 3, 3A, 4, 5, 5A 10, 10A, 10Y, 14, 25, 25Y, 34, 35, 35Y, 36, 41, 41Y, 42, 42A, 45, 46, 46E, 46H, 49, 49Y, 125, 125Y, 146, A1 Helyközi buszok |
| 13 | Debreceni Ítélőtábla                   | ∫  | 3, 3A, 4 25, 25Y, 34, 35, 35Y, 36, 41, 41Y, 42, 42A, 45, 125, 125Y, A1                                                                      |
| ∫  | Miklós utca                            | 30 | |
| ∫  | Kistemplom                             | 28 | 1, 2 42, 42A, A1 |
| 15 | Csokonai Színház                       | 26 | 3, 3A, 4 25, 25Y, 41, 41Y, 45, 125, 125Y |
| 17 | Kandia utca                            | 24 | 3, 3A, 4 15, 15Y, 25, 25Y, 41, 41Y, 45, 125, 125Y                                                                                           |
| ∫  | Faraktár utca                          | 22 | 4, 5, 5A 16, 21, 25, 25Y, 37, 41, 41Y, 43, 45, 125, 125Y, A1 Helyközi buszok                                                                |
| 19 | Munkácsy Mihály utca                   | ∫  | 4, 5, 5A 43, A1 |
| 20 | Dobozi lakótelep                       | 18 | 4, 5, 5A 43, A1 |
| 21 | Brassai Sámuel szki.                   | 17 | 4, 5, 5A 43, A1 |
| 23 | Keresszegi utca                        | 15 | |
| 25 | Kincseshegy utca                       | 13 | |
| 26 | Bálint pap utca                        | 12 | |
| 27 | Jánosi utca                            | 10 | |
| 29 | Mátyás király utca (↓) Zrínyi utca (↑) | 9  | 11, 23, 23Y Helyközi buszok |
| 30 | Budai Nagy Antal utca                  | 7  | 11, 23, 23Y, 25, 25Y Helyközi buszok |
| 31 | Szalók utca (↓) Tizedes utca (↑)       | 6  | 11, 23, 23Y, 25, 25Y Helyközi buszok |
| ∫  | Diadal utca                            | 5  | 23 |
| ∫  | Tőr utca                               | 4  | 23 |
| ∫  | Júlia-telep                            | 3  | 23 |
| 32 | Lovas utca                             | 1  | 23 |
| 33 | Sámsoni út végállomás                  | 0  | |